# Agrostidinae
Sous-tribu
Synonymes
- Chaeturaceae Link (1827}
- Calamagrostidinae Lindl. (1836) nom. nud.
- Vilfinae Steud. (1954)

Les Agrostidinae sont une sous-tribu de plantes monocotylédones de la famille des Poaceae, sous-famille des Pooideae, à répartition cosmopolite, qui comprend (selon Soreng et al.) onze genres et 409 espèces. Le genre type est Agrostis L..

## Liste des genres
Selon Soreng et al. (2017) :
- Agrostis L. (synonymes : Chaetopogon Janch., Neoschischkinia Tzvelev, Notonema Raf., 1825)
- Bromidium (peut-être apparenté à Dichelachne Endl.)
- Calamagrostis Adans. (synonymes : Ammophila Host, 1809, Deyeuxia P.Beauv.)
- Chaetotropis Kunth, 1830
- Hypseochloa C.E.Hubb., 1936
- Gastridium P.Beauv., 1812
- Lachnagrostis Trin.
- Limnodea L.H.Dewey ex J.M.Coult., 1894
- Podagrostis (Griseb.) Scribn. & Merr.
- Polypogon Desf., 1798
- Triplachne Link